# Kalvehave Sogn
Kalvehave Sogn (dt.: Kalbsmeer)
ist eine Kirchspielsgemeinde (dän.: Sogn) im äußersten
Südosten der Insel Sjælland im südlichen Dänemark.
Bis 1970 gehörte sie zur Harde Bårse Herred im damaligen Præstø Amt, danach zur Langebæk Kommune im Storstrøms Amt, die im Zuge der  Kommunalreform zum 1. Januar 2007 in der Vordingborg Kommune in der Region Sjælland aufgegangen ist.

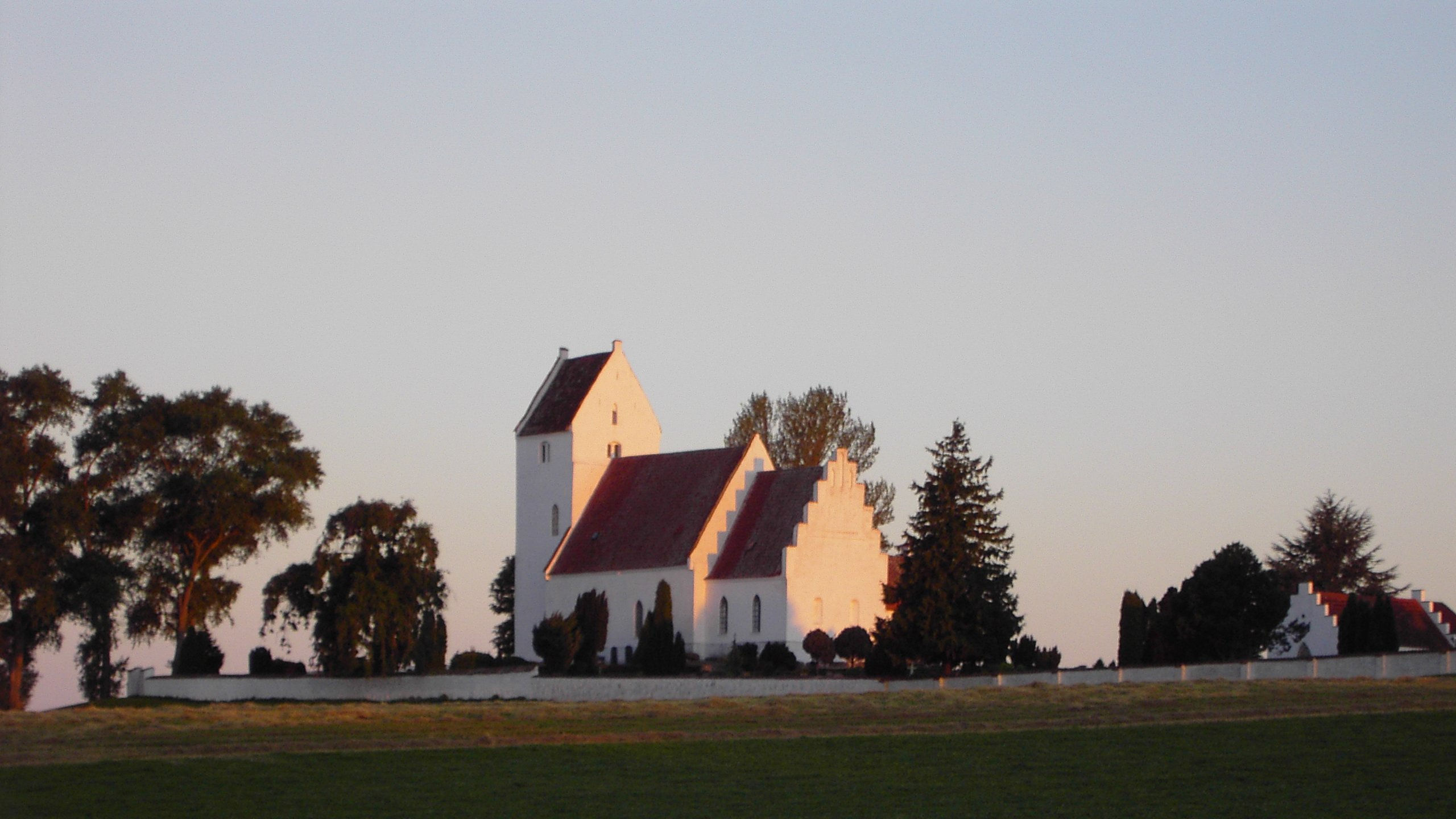
Kalvehave Kirke

Im Kirchspiel leben 2000 Einwohner, davon 730 im Kirchdorf Gammel Kalvehave und 606 in Kalvehave (Stand: 1. Januar 2023).
Im Kirchspiel liegt die Kirche „Kalvehave Kirke“. Zu ihm gehört auch die vorgelagerte Insel Langø.
Nachbargemeinden sind im Westen Stensby Sogn, im Nordwesten Øster Egesborg Sogn und im Norden Mern Sogn. Über eine Brücke ist die Gemeinde mit dem Stege Sogn auf der Insel Møn verbunden.

## Persönlichkeiten
- Ludvig Detlef von Holstein (1864–1943), Lyriker und Schriftsteller
- Poul Thymann (1888–1971), Ruderer
- Anne Just (1948–2009), Gärtnerin, Künstlerin sowie Gastronomie- und Hotelbetreiberin